# Vorauflauf

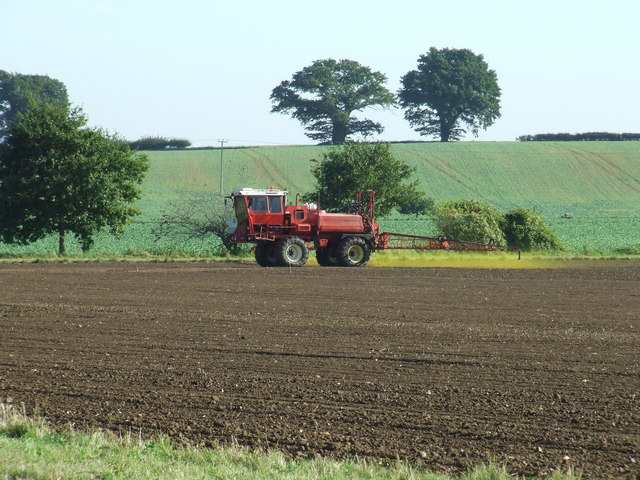
Anwendung eines pendimethalinhaltigen Herbizides im Vorauflauf

Vorauflaufbehandlung (Abkürzung: VA) bezeichnet allgemein die Bodenbearbeitung und insbesondere die Applikation von Pflanzenschutzmitteln vor dem Sichtbarwerden der Kulturpflanzen nach der Saat (vgl. Feldaufgang). 
Vorauflaufbehandlungen werden hauptsächlich mit bodenwirksamen Herbiziden (Vorauflaufherbizide) durchgeführt. Auch Nematizide und Fungizide  werden vereinzelt im Vorauflauf eingesetzt. 
Manche Pflanzenschutzmittel sind nur für Vorauflaufbehandlungen geeignet. Als Beispiele sind die Wirkstoffe Clomazon und Metosulam  zu nennen.

## Verbreitung
Bei Raps, Gemüse und Kartoffeln sind Vorauflaufbehandlungen gängige Praxis. In Wintergetreide wird die Entscheidung zwischen Vorauflaufbehandlung und Nachauflaufbehandlung meist je nach Witterung entschieden.

## Vorteile
- Kulturpflanzen überstehen Vorauflaufbehandlungen teils besser als Nachauflaufbehandlungen.[1]
- Die Kulturpflanzen sind von Anfang an ohne Unkrautkonkurrenz, gerade bei Mais hat dies große Ertragsauswirkungen.

## Nachteile
- Vorauflauf-Mischungen wirken nie gegen die sogenannten „ausdauernden Unkräuter“ (mehr als zweijährige Unkräuter) wie Disteln, Gänsedisteln, Quecken, Winde, Ampfer und auch nicht gegen Kartoffel- und Luzerne-Durchwuchs. Erfolge gegen aufgelaufene Wurzelunkräuter sind nur im Nachauflauf möglich.
- Bei trockener Witterung kann es bei Kartoffeldämmen zum Rieseln von Erde kommen und somit eine Vorauflaufbehandlung zunichtemachen.[2]
- Der Anwender muss das Unkrautspektrum der Zielfläche kennen. Es kann nicht individuell auf die aufgelaufenen Unkräuter reagiert werden.

## Voraussetzungen

### Technik
Zum Finden der Spritzspur ist eine mechanische Spurmarkierung nötig. Alternativ können GPS-Geräte zum Einsatz kommen.

### Anbausystem
- Ein gut abgesetztes Saatbett ist Voraussetzung, damit es nach der Ausbringung nicht zu Erosion kommt. Ebenso sind starke Hanglagen zu meiden. Nach der Behandlung sollte es mindestens 2 Stunden lang nicht regnen.
- Ein feuchter Boden ist von Vorteil für die Wirkung. Bei sehr trockener Witterung kommt es häufig zur Keimung von Samen aus tieferen, noch feuchten Bodenschichten. Diese Unkrautpflanzen können dann durch den vergleichsweise dünnen Spritzfilm nicht bekämpft werden.
- Gleichmäßig tief abgelegte Saatkörner sorgen dafür, dass keine Samen direkt getroffen werden.
- Ein feinkrümeliges Saatbett: das heißt nicht grobschollig, aber auch nicht zu fein  wegen der Gefahr von Verschlämmungen.

## Ähnliche Verfahren

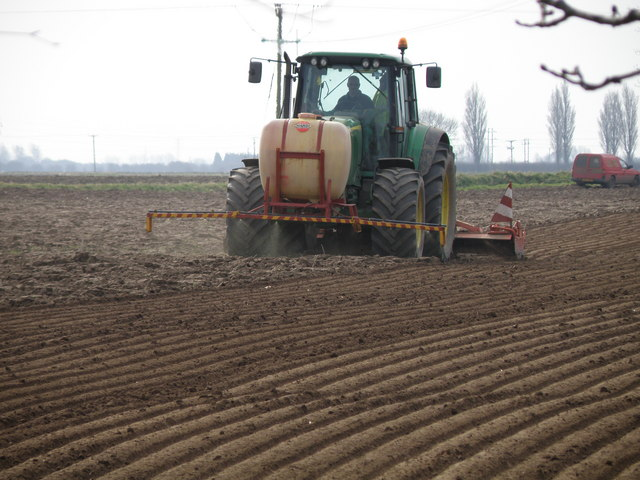
Vorsaateinarbeitung

Vorsaateinarbeitung (VSE) bezeichnet die Vermischung des Pflanzenschutzmittels mit dem Boden. Dieses Verfahren wird nur noch vereinzelt eingesetzt. Als Beispiel ist der in Deutschland nicht mehr zugelassene Wirkstoff Trifluralin zu nennen. In Sonderkulturen wird teils der Wirkstoff Napropamid eingearbeitet. 